# Jacques Langlade de Montgros
Pour les articles homonymes, voir Langlade.
Jacques Langlade de Montgros, né le 15 juin 1969 au Petit-Quevilly (Seine-Maritime), est un militaire français. Général de corps d'armée, il est directeur du renseignement militaire depuis le 13 avril 2022.

## Biographie

### Origines familiales
Jacques Langlade de Montgros est un membre de la famille de Langlade.

### Formation
Il est élève de l'École spéciale militaire de Saint Cyr de 1988 à 1991 (promotion Général Delestraint), dont il est diplômé avec la mention assez bien. À l'issue de sa formation, il choisit de servir dans l'arme blindée et cavalerie et intègre l'École de cavalerie de Saumur.
Il suit une formation à l'United States Army Armor School (en), à Fort Knox, en 1997.
Il est élève à l'École de guerre de 2003 à 2004.
De 2014 à 2015, il est auditeur à la 67e session de l'Institut des hautes études de défense nationale.

### Carrière militaire
En 1992, il rejoint le 1er régiment de hussards parachutistes de Tarbes, puis il est affecté au 2e régiment de hussards en 1995. De retour au 1er régiment, il commande un escadron en 1997 qui se déploie en République centrafricaine, au Tchad et en Bosnie.
En 2000, il rejoint la cellule communications de l'État-major des armées, puis il est envoyé en Afghanistan de 2002 à 2003 et à nouveau en 2006.
Il travaille au Centre de contrôle opérationnel des armées en 2006. De 2007 à 2010, il est affecté au bureau réservé du cabinet du ministre de la Défense, chargé des relations avec les services de renseignement du ministère.
De 2010 à 2012, il commande le 1er régiment de hussards parachutistes.
De 2015 à 2017, il dirige le bureau renseignement du Centre de planification et de conduite des opérations. Il intègre ensuite la cellule opérations – relations internationales du cabinet de la ministre des armées, Florence Parly. Le 1er juin 2019, il est promu général de brigade.
De août 2019 à juillet 2021, il dirige la 11e brigade parachutiste à Toulouse. Il est inspecteur à l'inspection de l'Armée de terre à partir du 1er août 2021. 
Du 11 septembre 2021 à février 2022, Jacques Langlade de Montgros est nommé commandant de la mission de formation de l'Union européenne en République centrafricaine (EUTM RCA) à Bangui, où il succède au général Paulo Manuel Simões das Neves de Abreu,. En raison de tentatives de débauchage des militaires centrafricains formés par l'EUTM RCA par les mercenaires du Groupe Wagner, l'Union européenne suspend les formations en décembre 2021. Le 1er mars 2022, il est promu général de division.
Le 13 avril 2022, il succède à Éric Vidaud à la tête de la direction du renseignement militaire ; il est élevé à la même date aux rang et appellation de général de corps d'armée.

## Grades militaires
- 1er août 1990 : sous-lieutenant[18].
- 1er août 1995 : capitaine[19].
- 1er décembre 2001 : commandant[20].
- 1er décembre 2005 : lieutenant-colonel[21].
- 1er décembre 2008 : colonel[22].
- 30 mai 2019 : général de brigade[9].
- 1er mars 2022 : général de division[15].
- 13 avril 2022 : général de corps d'armée[17].

## Décorations
- Commandeur de la Légion d'honneur en 2024 (officier en 2013[23] ,chevalier en 2003[24]).
- Commandeur de l'ordre national du Mérite en 2021[25] (officier en 2008[26]).
- Croix de la Valeur militaire.
- Croix du combattant.
- Médaille d'Outre-Mer.
- Médaille de la Défense nationale, échelon or.
- Médaille de reconnaissance de la Nation.
- Médaille commémorative française.
- Médaille des Nations unies pour UNPROFOR (Yougoslavie).
- Médaille de service en ex-Yougoslavie (OTAN).
- Médaille de service en Afghanistan (OTAN).